# A Mariña Oriental
Die Comarca A Mariña Oriental ist eine der 13 Comarcas der spanischen Provinz Lugo in der Autonomen Gemeinschaft Galicien.

## Geografie
Das Gebiet der Comarca liegt im Norden der Provinz Lugo und grenzt dort an die folgende Autonome Gemeinschaft und Comarcas innerhalb der Provinz Lugo:
| A Mariña Central | Atlantischer Ozean                          | Atlantischer Ozean             |
|                  | Kompassrose, die auf Nachbargemeinden zeigt | Autonome Gemeinschaft Asturien |
| Meira            | A Fonsagrada                                |                                |

## Gliederung
Die Comarca umfasst vier Gemeinden (spanisch Municipios; galicisch Concellos) mit einer Fläche von 399,84 km², was 4,06 % der Fläche der Provinz Lugo und 1,35 % der Fläche Galiciens entspricht.
| Gemeinde                  | Einwohner (2024) | Fläche km² | Dichte Einw./km² | Cod INE | Postleitzahl |
| ------------------------- | ---------------- | ---------- | ---------------- | ------- | ------------ |
| Barreiros                 | 3.030            | 72,42      | 42               | 27005   | 27790        |
| A Pontenova               | 2.124            | 135,77     | 16               | 27048   | 27720        |
| Ribadeo                   | 9.978            | 108,94     | 92               | 27051   | 27700        |
| Trabada                   | 1.083            | 82,71      | 13               | 27061   | 27765        |
| Comarca A Mariña Oriental | 16.215           | 399,84     | 41               | –       | –            |